# 火恐怖症
火恐怖症（ひきょうふしょう、英:pyrophobia パイロフォビア）は、特異的恐怖症の内、火に対して異常な恐怖を感じる症状。不安障害の一つ。

## 症状
火や煙を見たり、想像したりすることで、動悸や息切れ、発汗や震えなどの身体的症状や強い不安や意識混濁などの精神的症状が出る場合を指す。
火の規模は様々で、ゴミを処理するような大きな火から、中規模の焚き火、遠くからだと見えないようなライターの小さな火などでも症状が出る例がある。
また、視覚的に直接目視できる火でなくとも、熱を発する物、火を回想させる物でも発症する場合がある。

## 原因
一般的には、火が生命の危険を脅かす存在であることへの過剰な反応であるとされる。火事によって火傷を負った経験があるなど、以前の記憶が引き金となる場合もある。

## 治療

### 行動療法
小さい火の写真を見させ、次に少し大きな火の映像を見させるという具合に徐々に刺激を与え慣れさせる方法

### 薬物療法
症状が重篤な場合は、抗不安薬などの薬物投与が有効な場合がある。

## 参考サイト
- ひだまりこころクリニック・限局性恐怖症の解説
- リタリコワークス・恐怖症の種類・診断基準は？原因や症状・治療方法も解説